# Opole Songwriters Festival
Opole Songwriters Festival – międzynarodowa, cykliczna impreza muzyczna promująca wykonawców z nurtu piosenki autorskiej. Festiwal odbywa się w Opolu, od 2012 roku. 

## Historia festiwalu

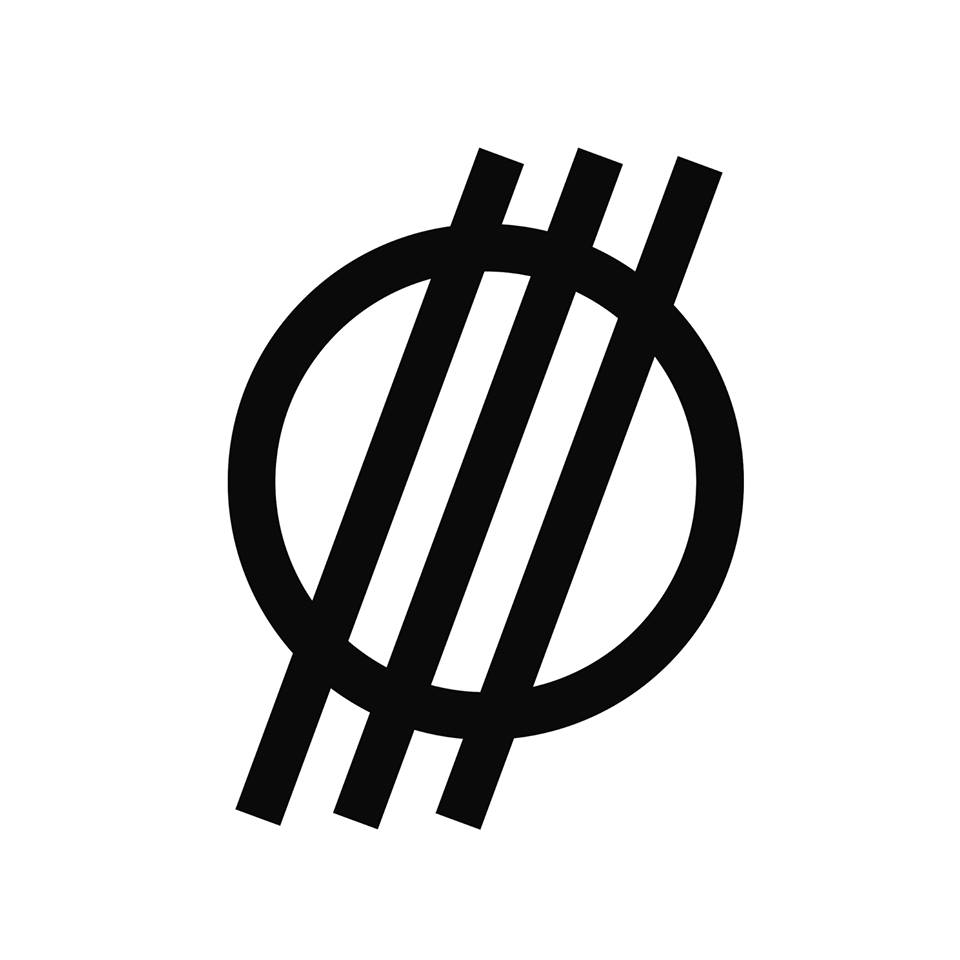
logo opole songwriters festival

### Pierwsza edycja Opole Songwriters Fesival
Pierwsza edycja festiwalu odbyła się w dniach 27-30 września 2012 roku, z inicjatywy Stowarzyszenia Kulturalne Opole. Funkcję dyrektora artystycznego objął Roman Szczepanek, znany szerzej jako Graftmann. Idea jaka przyświecała przedsięwzięciu zakładała prezentację niszowych twórców piosenki autorskiej, w kameralnych warunkach opolskich klubokawiarni. Podczas pierwszej edycji Opole Songwriters Festival wystąpili: Peter J. Birch, Phillip Bracken, Janek Samołyk, Oh Ohio, Leman Acoustic, Jarek Shadok, Marek „Dżałówa” Jałowiecki i Graftmann.

### Druga edycja Opole Songwriters Festival
Podczas kolejnej edycji festiwal przeniósł się również do większych sal koncertowych Narodowego Centrum Polskiej Piosenki i Filharmonii Opolskiej. Nadal jednak głównym założeniem było zachowanie kameralnego charakteru imprezy. Tym razem w gronie wykonawców znalazło się wielu obcokrajowców. W dniach 17-20 października 2013 roku wystąpili: Tomasz Makowiecki, Patrick The Pan, Linda Sutti, Karl Culley, Hayden Berry, Oliver Hasse, Leaky Boat, Phillip Bracken, Jakub J Jirásek. Impreza została poprzedzona oficjalnym prologiem, który miał miejsce 2 października 2013 roku. Tego dnia zagrał Amerykanin Ryland Bouchard.

### Trzecia edycja Opole Songwriters Festival
W dniach 20-23 listopada 2014 roku odbyła się trzecia edycja Opole Songwriters Festival. Gwiazdą imprezy był Hugo Race, który rozpoczynał swoją karierę w zespole Nick Cave and the Bad Seeds. Oprócz niego imprezę uświetnili swoimi występami: Inqbator, KARI, Asia i Koty, Sonia pisze piosenki, David Hurn, Lord & the Liar, JÓGA i Kortez (zagrał swój pierwszy koncert w życiu). Wydarzenie zostało poprzedzone prologiem, który był jednocześnie epilogiem XI Dni Kultury Niemieckiej na Śląsku Opolskim. W jego ramach, 8 listopada, w czytelni Wojewódzkiej Biblioteki Publicznej w Opolu, wystąpili artyści pochodzący z Niemiec: Susie Asado i Sorry Gilberto. Dodatkowo, po raz pierwszy w historii festiwalu, zorganizowano koncert poza granicami Opola. Opole Songwriters Festival Extra miało miejsce 10 listopada w Powiatowym Domu Kultury w Strzelcach Opolskich. Podczas wieczoru można było posłuchać na żywo duetu Anita Lipnicka i John Porter.

### Czwarta edycja Opole Songwriters Festival
W dniach 6-8 listopada 2015 roku Opole ponownie stało się stolicą autorskiej piosenki. Wśród znanych nazwisk, występujących podczas tej edycji festiwalu wymienić należy Rykardę Parasol – amerykańską gwiazdę folku oraz Barbarę Morgenstern, nazywaną „berlińską Björk”. Międzynarodowy skład wykonawców uzupełnili: Holender Olivier Heim, Włoch Francesco Zucchi oraz Amerykanka Moriah Woods. Polskę, podczas tej edycji reprezentowali: Katie & Me Meet Marlene, Side Roads, Miss Is Sleepy oraz Jacek Lachowicz z projektem L.A.S.

### Piąta edycja Opole Songwriters Festival
W 2016 roku festiwal przeniósł się całkowicie do odnowionego wnętrza Teatru im. Jana Kochanowskiego w Opolu. Gwiazdą tegorocznej edycji był Kortez, który dwa lata wcześniej zagrał na Opole Songwriters Festival swój pierwszy w życiu koncert. W międzyczasie wydał debiutancki album, został nagrodzony Fryderykiem w kategorii „fonograficzny debiut roku” oraz zdobył nagrodę podczas koncertu Debiuty na festiwalu piosenki w Opolu. Między 30 września a 1 października 2016, na dwóch scenach teatru, wystąpili także: Dominika Barabas, Alright Gandhi z Berlina, Erith, Gypsy & The Acid Queen, Niemka Masha Qrella i Francuz Dazzi.

### Szósta edycja Opole Songwriters Festival
Kolejna edycja festiwalu również gościła w stylowych i zacisznych wnętrzach Teatru im. Jana Kochanowskiego w Opolu. Islandia, Belgia, Wielka Brytania, Niemcy – tradycyjnie w line-upie imprezy znaleźli się artyści zagraniczni. Najbardziej doniosłym wydarzeniem tego roku był koncert grupy Warhaus, prowadzonej przez charyzmatycznego lidera Maartena Devoldere, znanego z popularnej belgijskiej formacji Balthazar. Obok nich wystąpili także: zespół Lorna z UK, Lor, Leepeck, A.S. Fanning, oraz artyści z odległej Islandii – Snorri Helgasson i Myrra Rós. Imprezie towarzyszył Food Fest Opole, podczas którego na scenie Nowego Kanonu Polskiej Piosenki zaprezentowali się: Sambor, Dianka i Lata Dwudzieste. Festiwal odbywał się w dniach 30.09-1.10.2017 r.

### Siódma edycja Opole Songwriters Festival
W 2018 roku nastąpiła ponowna relokacja festiwalu do Narodowego Centrum Polskiej Piosenki, gdzie zainstalowano dwie sceny – kameralną i namiotową. Podczas trzech dni imprezy, pomiędzy 28 a 30 września, wystąpili na nich: Krakow Loves Adana, Sylvie Kreusch, Coals, Kwiat Jabłoni, Michał Przerwa-Tetmajer, Wczasy, Oxford Drama, Francis Tuan, Postman, Izzy and the Black Trees, Gemma Ray oraz Neil Halstead, główna gwiazda siódmej edycji. Na zakończenie festiwalu zagrał wokalista Slowdive, kultowego brytyjskiego zespołu z nurtu shoegaze. 

### Ósma Edycja Opole Songwriters Festival
2019 rok stanowił prawdziwy przełom w historii imprezy. Do Opola udało się bowiem zaprosić Courtnet Barnett, australijską songwriterkę, która była wówczas gwiazdą najważniejszych światowych festiwali jak np. Primavera Sound. Kameralny występ na scenie Narodowego Centrum Polskiej Piosenki stanowił pierwszy i jedyny koncert artystki w Polsce. W programie Opole Songwriters Festival 2019 znalazło się dużo więcej znakomitych i cenionych wykonawców. W dniach 6-7 września 2019 r. wystąpili: Arlo Parks, Hockeysmith, Lech Janerka, Jessica Pratt, Westerman, Bałtyk, zespół Kwiaty, Janusz Jurga, Orzeł i Reszka oraz Huskie i Star. W sprzedaży było tylko 500 biletów, co pozwoliło zachować kameralny charakter imprezy. 

### Dziewiąta Edycja Opole Songwriters Festival
W 2020 roku światowa pandemia COVID-19 uniemożliwiła realizację większości muzycznych festiwali. Opole Songwriters Festival 2020 odbył się jednak bez przeszkód, nieznacznie zmieniając formułę i miejsce wydarzenia. Była to pierwsza plenerowa edycja w historii imprezy, ograniczona dodatkowo ze względów bezpieczeństwa do zaledwie 100 uczestników. Gwiazdą festiwalu była Anna Jurksztowicz, która po raz pierwszy od 30 lat w całości wykonała swój debiutancki album "Dziękuję, nie tańczę". Na terenie Wojewódzka Biblioteka Publiczna w Opolu zaprezentowali się również: Sean Nicolas Savage, Daniel Bloom w duecie z Tomasz Makowiecki, Jungstötter, zespół Komety, Kurkiewicz, Enchanted Hunters, AIKO, Bad Hammer, Jennifer Touch, Brożek, a Artur Rojek przygotował autroski dj set. Wydarzenie odbyło się w dniach 28-29 sierpnia 2020 r. 